# Joseph Kesselring
Joseph Otto Kesselring (New York, 1902. június 21. – Kingston, 1967. november 5.) amerikai drámaíró.
Az általa írt tizenkét színdarab közül egyedül az Arzén és régi csipke aratott némi sikert, amelyből az 1944-es, azonos című filmet forgatták, Frank Capra rendezésében.
1980-ban díjat hoztak létre a tiszteletére, amelyet a legjobb feltörekvő drámaíróknak ítélnek oda. A díjazottak között van Tony Kushner és David Auburn.

## Művei
- Aggie Appleby, a férfiak alkotója (1933)
- Van bölcsesség a nőkben (1935)
- Cross-Town (1936)
- Arzén és régi csipke ( 1939)
- A négy tizenkettő 48 (1951)
- A bölcsesség anyja (1963)

### Önéletrajz
- My Life, Love, and Limericks. An Autobiography in Verse, New York 1973 (posztumusz, ISBN 0-682-47659-5)

## Filmográfia
- Aggie Appleby, a férfiak készítője, Mark Sandrich (1933)
- Arzén és régi csipke, rendezte: Frank Capra (1944)